# San Martino di Castrozza

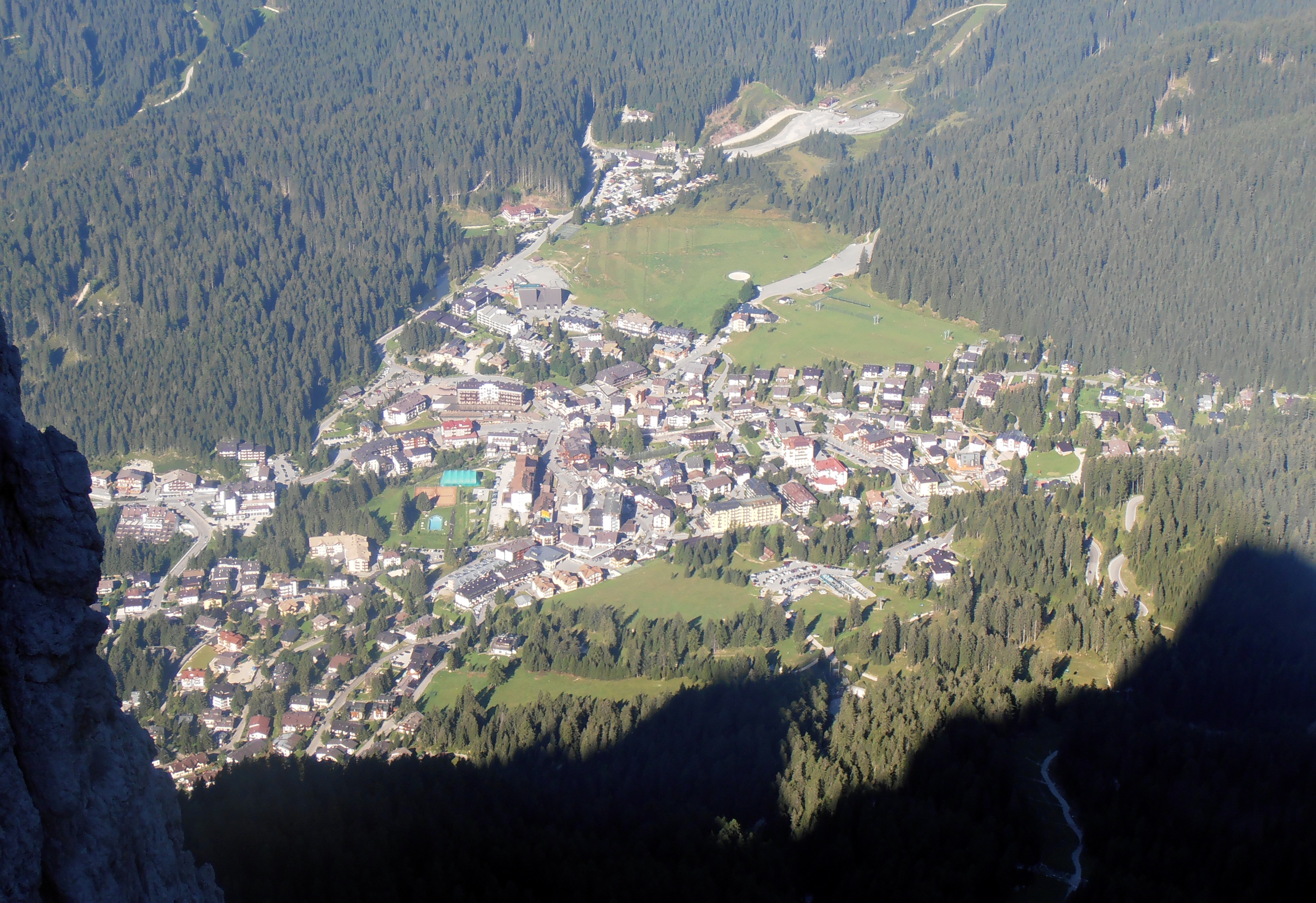
San Martino von Osten

San Martino di Castrozza  (deutsch veraltet Sankt Martin am Sismunthbach) ist ein auf 1467 m s.l.m. gelegener Ort im Primierotal westlich der Palagruppe und südlich des Rollepasses im Trentino, Italien. 
Der Ort gehörte bis Ende 2015 teils zur Gemeinde Siror, teils zu Tonadico. Seit 2016 liegt er vollständig in der neugebildeten Gemeinde Primiero San Martino di Castrozza.
San Martino di Castrozza ist umgeben vom Naturpark Paneveggio - Pale di San Martino.
Es ist auch der Ort, an dem sich die Handlung der Novelle Fräulein Else von Arthur Schnitzler abspielt.

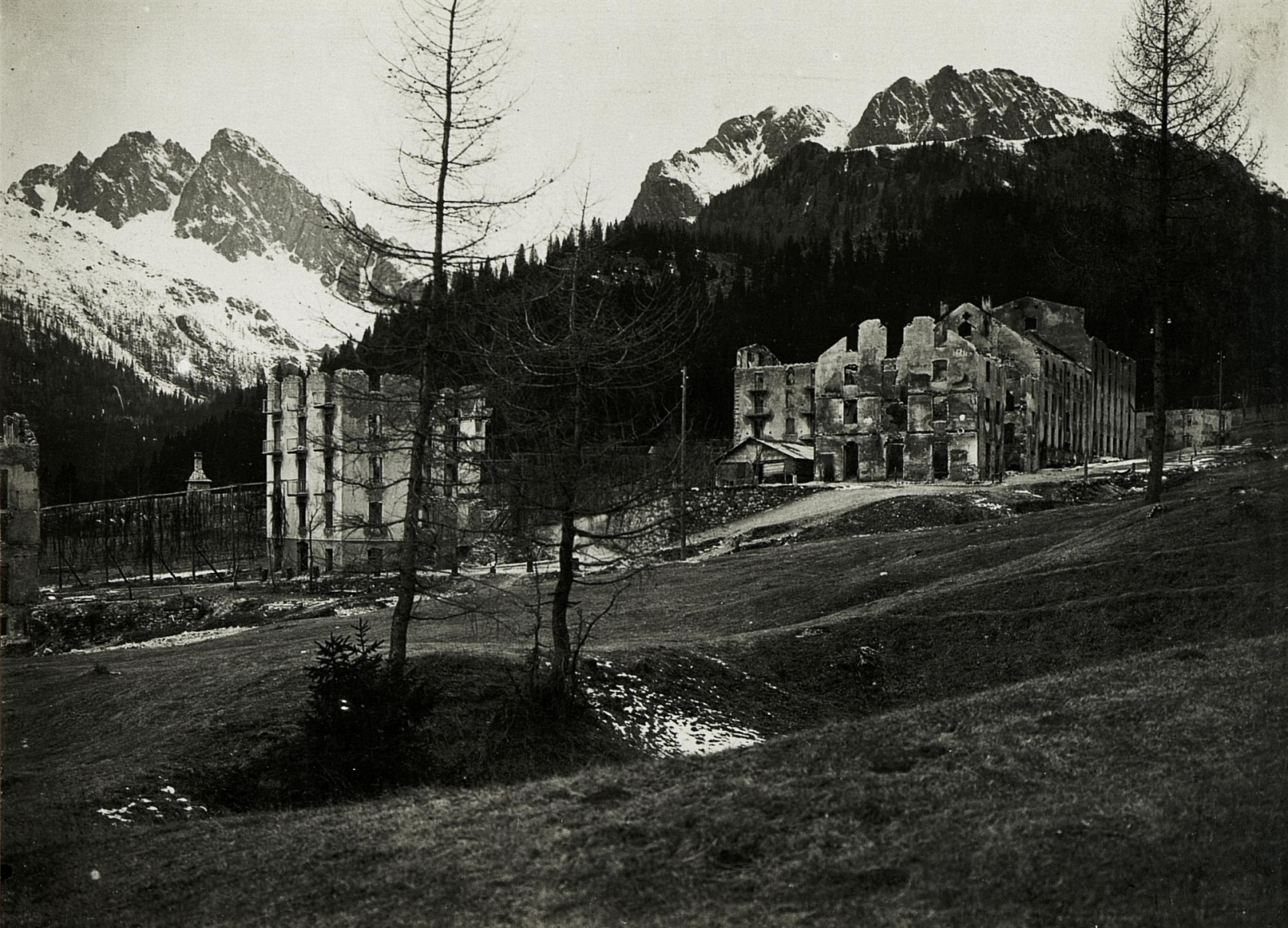
Das zerstörte S.Martino di Castrozza 1916

## Seilbahnen
Vom nordöstlichen Ortsrand führt eine Gondelbahn nach Colverde (1955 m s.l.m.), wo man in eine Luftseilbahn (Funivia Rosetta) an die Nordostschulter der Cima della Rosetta (Gipfel 2743 m s.l.m.) umsteigen kann. Hier befindet man sich bereits im Herzen der Palagruppe und kann leicht über den Rosettapass (2572 m s.l.m.) zur Rosettahütte (2581 m s.l.m.) gelangen.